# Sylvia Eder
Sylvia Eder (* 24. August 1965 in St. Johann in Tirol) ist eine ehemalige österreichische Skirennläuferin. Sie nahm in allen Disziplinen an Weltcuprennen teil, war zunächst in der Abfahrt und der Kombination erfolgreich und spezialisierte sich später auf die Disziplinen Super-G und Riesenslalom. Eder gewann drei Silbermedaillen bei Weltmeisterschaften und zwei Rennen im Weltcup – in einem Abstand von fast 13 Jahren. Bis heute ist sie die jüngste Siegerin einer Weltcup-Abfahrt. In der Saison 1987/88 wurde sie Zweite im Super-G-Weltcup.

## Biografie
Sylvia Eder wurde in St. Johann in Tirol geboren und wuchs in Leogang im Bundesland Salzburg auf. Ihre jüngeren Schwestern Elfi, die auch viele Jahre im Weltcup fuhr, und Birgit, die zwei Medaillen bei Juniorenweltmeisterschaften gewann, aber ihre Karriere nach einem Kreuzbandriss früh beenden musste, wurden ebenfalls Skirennläuferinnen. Eder fuhr ihr erstes Kinderrennen im Alter von fünf Jahren. 1977 gewann sie in ihrer Altersklasse den Riesenslalom des Trofeo Topolino. Als 14-Jährige wurde sie in den Nachwuchskader des Österreichischen Skiverbandes (ÖSV) aufgenommen. Bei den Junioreneuropameisterschaften 1981 und den Juniorenweltmeisterschaften 1982 gewann sie insgesamt drei Medaillen, jeweils eine in Gold (Kombination 1981), Silber (Kombination 1982) und Bronze (Abfahrt 1981). Am 3. bzw. 8. Februar 1981 kam die damals 15-Jährige in der Kombination von Zwiesel (Slalom) und Haus im Ennstal (Abfahrt) zu ihren ersten Weltcupeinsätzen, wobei sie in der Kombination dieser beiden Bewerbe die 15. Position einnahm. Nachdem sie kurz darauf dreifache österreichische Jugendmeisterin in Bad Kleinkirchheim geworden war, erreichte sie einen Monat später bei ihrem nächsten Weltcupstart in der Abfahrt von Aspen bereits den fünften Platz. 1981 wurde sie auch zum ersten Mal österreichische Meisterin im Slalom und in der Kombination. Bis 1987 gewann sie insgesamt sieben nationale Meisterschaften. Am 18. Jänner 1982 stand Eder als Dritte der Abfahrt von Bad Gastein erstmals auf dem Podest eines Weltcuprennens. Einen Tag später feierte sie im Alter von 16 Jahren in der zweiten Abfahrt der Silberkrugrennen in Bad Gastein ihren ersten Weltcupsieg. Sie ist damit die bis heute jüngste Siegerin einer Weltcup-Abfahrt. Bei den anschließenden Weltmeisterschaften 1982 in Schladming kam sie nach Ausfällen in der Kombination und im Riesenslalom allerdings nur als 18. der Abfahrt ins Ziel.
In den folgenden Jahren blieb Eder mit zahlreichen Top-10-Ergebnissen und mehreren Podestplätzen auf konstant hohem Niveau, wobei zunächst die Abfahrt und die Kombination ihre stärksten Disziplinen blieben. Im Winter 1983/84 erreichte sie mit zwei Podestplätzen in Megève und Mont Sainte-Anne den siebten Rang im Abfahrtsweltcup – ihr bestes Gesamtergebnis in dieser Disziplin. Im Vorjahr hatte sie den siebten Platz im Kombinationsweltcup belegt. Die Olympischen Winterspiele 1984 in Sarajevo verliefen mit Rang 13 in der Abfahrt sowie Platz 34 im Riesenslalom für sie eher enttäuschend. Erfolgreicher war sie bei den Weltmeisterschaften 1985 in Bormio. Mit Platz fünf im Kombinationsslalom und Rang sechs in der Kombinationsabfahrt gewann sie hinter der Schweizerin Erika Hess die Silbermedaille in der Kombination. Zudem wurde sie Zehnte in der Abfahrt und Zwölfte im Slalom. In der Abfahrt schien sie dem Gewinn der Goldmedaille nahe zu sein, als sie am 2. Februar führte. Doch das Rennen musste wegen aufkommenden orkanartigen Windes abgebrochen und am folgenden Tag neu gestartet werden. Auch bei den Weltmeisterschaften 1987 in Crans-Montana gewann Eder die Silbermedaille in der Kombination – wieder hinter der Schweizerin Hess. Weiters erzielte sie Platz fünf im Super-G, Platz sechs in der Abfahrt und Rang 16 im Riesenslalom.
Im Weltcup erreichte Eder zwar weiterhin mehrere Top-10-Ergebnisse, aber von 1984/85 bis 1986/87 blieb sie ohne Podestplatz. Im Sommer 1987 wollte sie ihre Skifirma verlassen, wurde jedoch von den von ihr angestrebten beiden anderen nicht engagiert, so dass sie weiterhin die Marke von Alois Rohrmoser fuhr. Nach drei Jahren (Rang 3 in der Abfahrt in Mont Sainte-Anne am 3. März 1984) gelang ihr erst wieder am 28. November 1987 mit erneut Platz drei im Super-G von Sestriere ein „Stockerlplatz“. Zwei Wochen später wurde sie Zweite im Super-G von Leukerbad. Schließlich erreichte sie in der Saison 1987/88 den zweiten Platz im Super-G-Weltcup. Ab Mitte der 1980er-Jahre hatte sie sich zunehmend von einer Abfahrts- und Kombinationsläuferin zu einer Super-G- und Riesenslalomläuferin gewandelt. Bei den Olympischen Winterspielen 1988 in Calgary fuhr sie jedoch nur auf Platz 25 im Super-G. Die olympische Kombination beendete sie an zwölfter Stelle. Allerdings war sie durch einen kurz zuvor erlittenen Bänderriss, den sie beim Einfahren zur Weltcup-Abfahrt in Bad Gastein (23. Januar) erlitten hatte, leicht gehandicapt.
In der Saison 1988/89 konnte Eder verletzungsbedingt nicht ganz an die Vorjahresergebnisse anschließen, sie fehlte daher auch bei den Weltmeisterschaften 1989. Im Winter 1989/90 blieb sie ebenfalls ohne Podestplatz, erst gegen Ende der Saison 1990/91, ab der sie sich praktisch ausschließlich auf Riesenslalom und Super-G konzentrierte, fuhr sie als Dritte des Riesenslaloms von Lake Louise wieder unter die schnellsten drei. Bei den Weltmeisterschaften 1991 in Saalbach-Hinterglemm, unweit ihres Heimatortes Leogang, hatte sie fünf Wochen zuvor den siebten Platz im Super-G und Rang 15 im Riesenslalom belegt. Den Riesenslalomweltcup beendete sie in diesem Winter an fünfter Stelle.
Jeweils einen Weltcup-Podestplatz erzielte Eder in den Saisonen 1991/92 und 1992/93: Am 15. März 1992 wurde sie Dritte im Super-G von Panorama und am 16. Jänner 1993 Dritte im Super-G von Cortina d’Ampezzo. In beiden Jahren belegte sie Platz fünf im Super-G-Weltcup. Den größten Erfolg dieser Jahre feierte sie bei den Weltmeisterschaften 1993 in Morioka-Shizukuishi, als sie hinter der Deutschen Katja Seizinger die Silbermedaille im Super-G gewann. Zudem wurde sie 13. im Riesenslalom. Bei Olympischen Spielen gelangen Eder jedoch nie Spitzenergebnisse. 1992 hatte sie in Albertville den neunten Platz im Riesenslalom belegt und 1994 wurde sie in Lillehammer 14. im Riesenslalom und 15. im Super-G.
Nachdem Eder im Winter 1993/94 wieder ohne Weltcup-Podestplatz geblieben war und erst am Saisonende zwei Top-5-Platzierungen erreicht hatte, gelang ihr zu Beginn der Saison 1994/95 doch noch der von vielen nicht mehr erwartete zweite Weltcupsieg: Am 3. Dezember 1994 stand sie im Super-G von Vail mit einem Vorsprung von nur zwei Hundertstelsekunden auf ihre Teamkollegin Veronika Wallinger zum zweiten Mal auf der obersten Stufe des Podestes – fast 13 Jahre nach ihrem ersten Weltcupsieg. Im Rest des Winters fuhr sie zwar nicht mehr unter die schnellsten fünf, doch im Super-G-Weltcup erreichte sie immerhin den sechsten Platz. Wegen Unstimmigkeiten mit ihrer Skifirma – sie bekam keinen für sie akzeptablen Vertrag angeboten – beendete Eder im Sommer 1995 ihre Karriere. Sie heiratete und wurde Mutter zweier Töchter.

## Erfolge

### Olympische Winterspiele
- Sarajevo 1984: 13. Abfahrt, 34. Riesenslalom
- Calgary 1988: 12. Kombination, 25. Super-G
- Albertville 1992: 9. Riesenslalom
- Lillehammer 1994: 14. Riesenslalom, 15. Super-G

### Weltmeisterschaften
- Schladming 1982: 18. Abfahrt
- Bormio 1985: 2. Kombination, 10. Abfahrt, 12. Slalom
- Crans-Montana 1987: 2. Kombination, 5. Super-G, 6. Abfahrt, 16. Riesenslalom
- Saalbach-Hinterglemm 1991: 7. Super-G, 15. Riesenslalom
- Morioka-Shizukuishi 1993: 2. Super-G, 13. Riesenslalom

### Junioren-Welt- und -Europameisterschaften
- Škofja Loka 1981: 1. Kombination, 3. Abfahrt, 4. Slalom, 6. Riesenslalom
- Auron 1982: 2. Kombination, 4. Abfahrt, 7. Slalom, 8. Riesenslalom

### Weltcup
- Saison 1982/83: 7. Kombinationsweltcup
- Saison 1983/84: 7. Abfahrtsweltcup
- Saison 1986/87: 6. Kombinationsweltcup
- Saison 1987/88: 2. Super-G-Weltcup
- Saison 1990/91: 5. Riesenslalomweltcup, 9. Super-G-Weltcup
- Saison 1991/92: 5. Super-G-Weltcup
- Saison 1992/93: 5. Super-G-Weltcup
- Saison 1993/94: 10. Super-G-Weltcup
- Saison 1994/95: 6. Super-G-Weltcup

- 11 Podestplätze, davon 2 Siege:

| Datum            | Ort         | Land       | Disziplin |
| ---------------- | ----------- | ---------- | --------- |
| 19. Jänner 1982  | Bad Gastein | Österreich | Abfahrt   |
| 3. Dezember 1994 | Vail        | USA        | Super-G   |

### Österreichische Meisterschaften
- Sylvia Eder ist siebenfache österreichische Meisterin:
  - 1 × Abfahrt (1987)
  - 2 × Riesenslalom (1985, 1986)
  - 1 × Slalom (1981)
  - 3 × Kombination (1981, 1983, 1987)